# Erica adnata
Erica adnata är en ljungväxtart som beskrevs av Harriet Margaret Louisa Bolus. Erica adnata ingår i släktet klockljungssläktet, och familjen ljungväxter. Inga underarter finns listade i Catalogue of Life.